# فوتو
بلدية فوتو (بالإسبانية: Voto)‏، هي إحدى بلديات منطقة كانتابريا, المصنفة على أنها مقاطعة أيضاً، في شمال إسبانيا.
يبلغ عدد سكانها 2,241 نسمة وفقاً لإحصائية سنة (2002).